# Gerald Cohen
Gerald Allan „Jerry” Cohen (ur. w 1941 w Montrealu, zm. 5 sierpnia 2009 w Oksfordzie) – kanadyjski filozof, znawca marksizmu, twórca nurtu badań znanego jako marksizm analityczny.
G. A. Cohen urodził się w żydowskiej komunistycznej rodzinie, studiował na uniwersytecie McGill (filozofię i nauki polityczne) oraz na uniwersytecie Oksfordzkim, gdzie jego nauczycielami byli m.in. Isaiah Berlin i Gilbert Ryle. W latach 1963–1984, Cohen wykładał na wydziale filozofii londyńskiego UCL, a w 1985 został członkiem All Souls College w Oksfordzie. Jest znany przede wszystkim jako założyciel Grupy wrześniowej i jako główny przedstawiciel marksizmu analitycznego, którego początki wiążą się z dyskusjami wokoło pierwszego dzieła Cohena, wydanej w 1978 r. książki Karl Marx’s Theory of History: A Defense.

## Publikacje
- Karl Marx’s Theory of History: A Defense (1978, 2000)
- History, Labour, and Freedom (1988)
- Self-Ownership, Freedom, and Equality (1995)
- If You’re an Egalitarian, How Come You’re So Rich? (2000)
- Rescuing Justice and Equality (2008)
- Why Not Socialism? (2009)